# 晝飯站
晝飯站（日语：／ Hirui eki */?）是位於岐阜縣不破郡青墓村晝飯（現時：大垣市赤坂町），西濃鐵道晝飯線（終點站）的貨運車站。現已廢除。
石灰石會從該站運送。另外此站設有專用線連接石灰石的採石場（礦山鐵道）。該專用線不是西濃鐵道的路線，由各石灰石相關公司營運，軌距610毫米，使用儲電池機車。截至2019年，車站遺址所有路軌已經撤走。

## 歷史
- 1928年（昭和3年）12月17日 - 晝飯線開通，此站啟用[4][3]。
- 1983年（昭和58年）9月 - 晝飯線暫停營業，此站也暫停營業。
- 2006年（平成18年）3月31日 - 全線廢除，此站也變成廢站[3]。

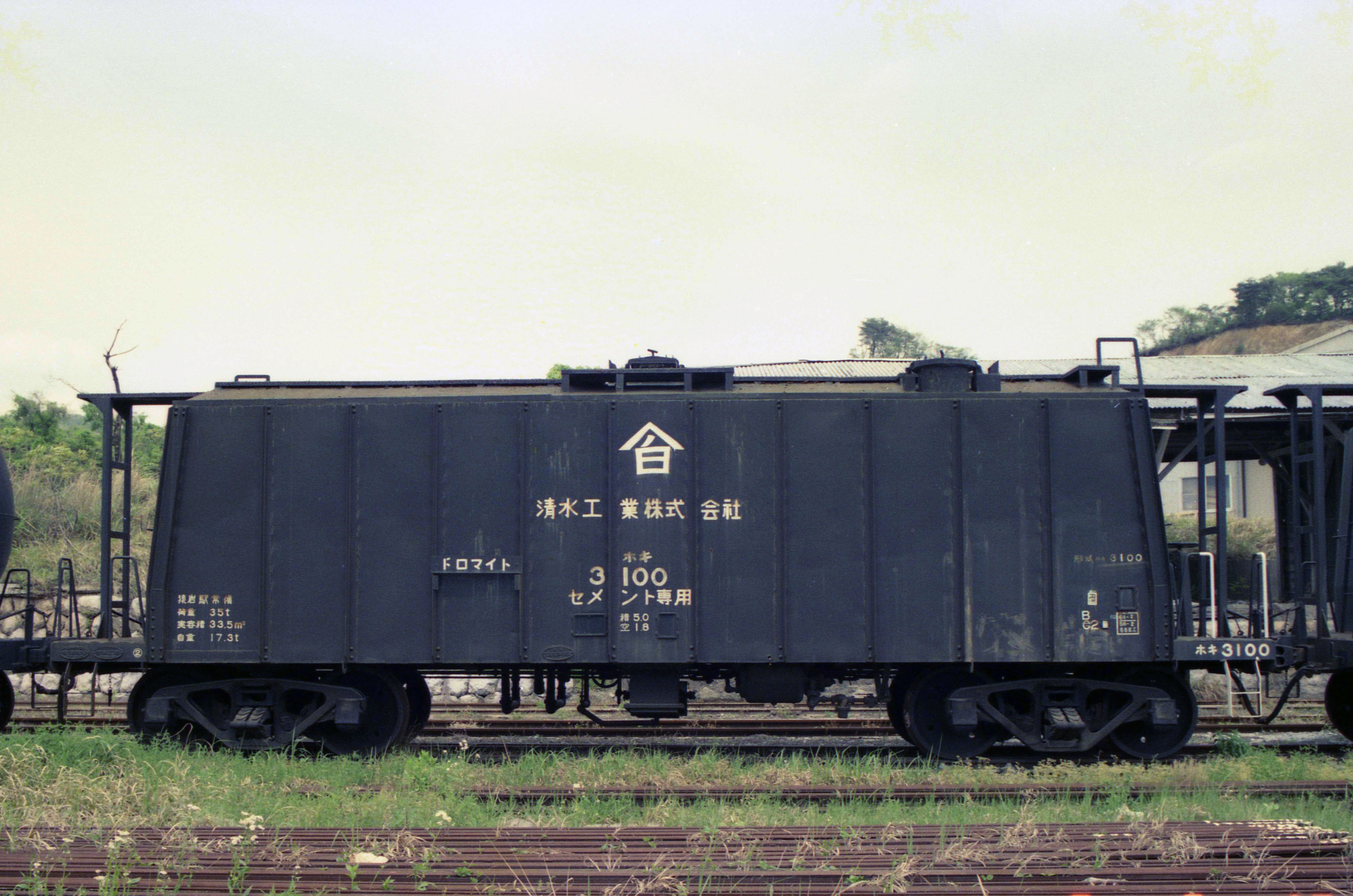
由清水工業擁有的貨車（1987年5月）
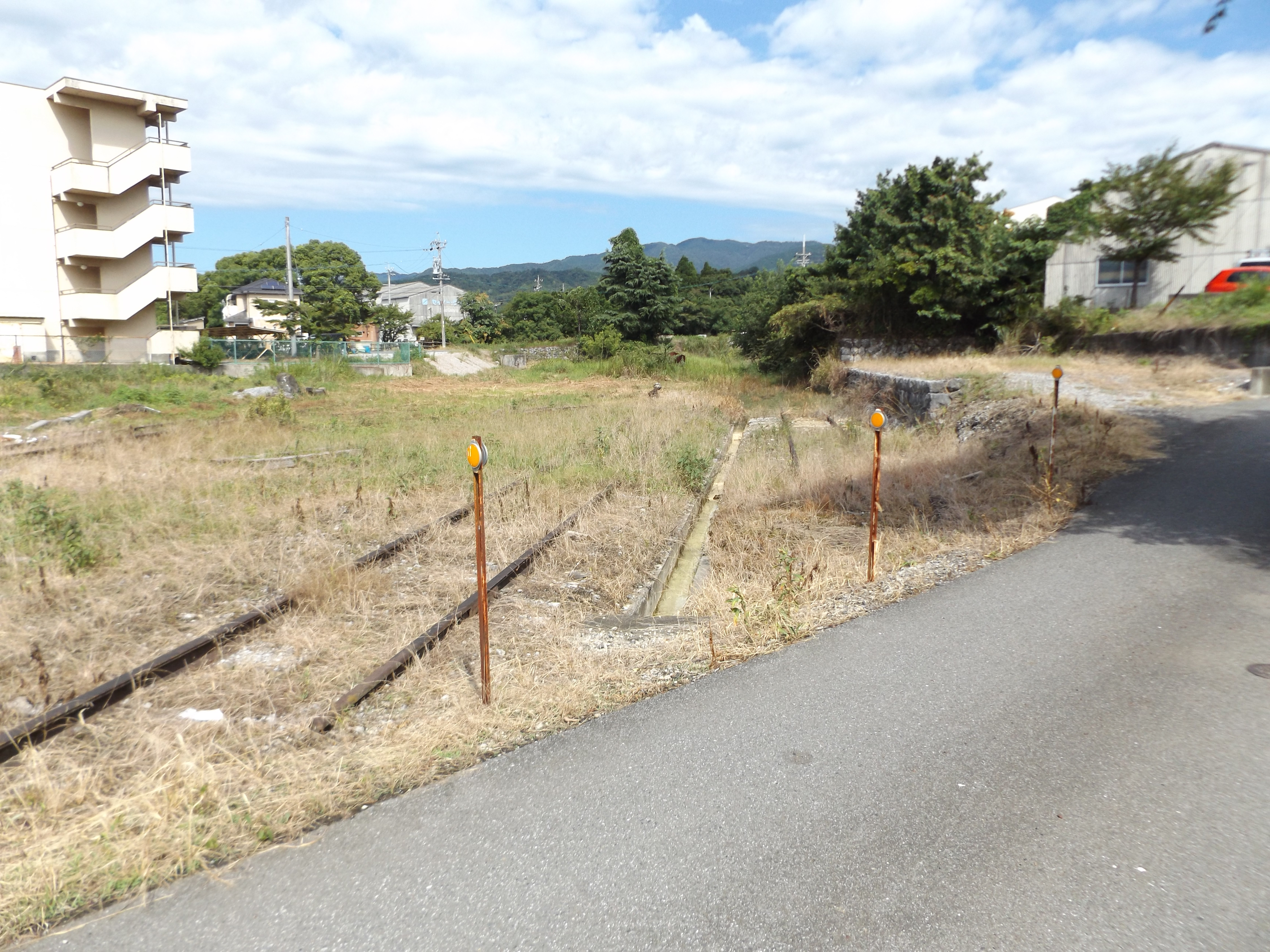
廢除後的站內（2015年8月）

## 車站構造
車站內設有本線和五條側線。車站鄰接古田石灰、上田石灰和河合石灰，這些地方會裝載石灰石。
| ← 美濃赤坂站    | 美濃大久保站、晝飯站 站內配線略圖 |  |
| 图例 参考文献： |                                   |  |

## 車站周邊
- 晝飯大塚古墳（日语：昼飯大塚古墳）

## 相鄰車站
西濃鐵道
晝飯線
美濃大久保－晝飯
各石灰石公司
專用線
晝飯－採石場（0.5km）

## 注腳
1. ↑  鉄道停車場一覧. 昭和12年10月1日現在 （页面存档备份，存于） 國立國會圖書館數碼化收藏 2019年2月9日參閲。
2. ↑  昭和12年10月1日現在鉄道停車場一覧 - 國立國會圖書館近代數碼圖書館
3. 1 2 3 4  今尾惠介（監修）.  7 東海. 新潮社. 2008: 40. ISBN 978-4-10-790025-8 （日语）.
4. ↑  「地方鉄道運輸開始」《官報》1928年12月24日 - 國立國會圖書館數碼化收藏
5. ↑  清水武《西濃鉄道》，Neko出版，2007年10月，23頁。 ISBN 978-4777052226